# Pteronyssidae
Pteronyssidae är en familj av spindeldjur. Pteronyssidae ingår i ordningen kvalster, klassen spindeldjur, fylumet leddjur och riket djur.
Familjen innehåller bara släktet Scutulanyssus.